# Croacia en la Copa Mundial de Fútbol de 2018
La selección de Croacia fue uno de los 32 equipos participantes en la Copa Mundial de Fútbol de 2018, torneo que se llevó a cabo del 14 de junio al 15 de julio en Rusia.

## Clasificación

### Grupo I
| Selección | Pts. | PJ | PG | PE | PP | GF | GC | Dif |
| --------- | ---- | -- | -- | -- | -- | -- | -- | --- |
| Islandia  | 22   | 10 | 7  | 1  | 2  | 16 | 7  | +9  |
| Croacia   | 20   | 10 | 6  | 2  | 2  | 15 | 4  | +11 |
| Ucrania   | 17   | 10 | 5  | 2  | 3  | 13 | 9  | +4  |
| Turquía   | 15   | 10 | 4  | 3  | 3  | 14 | 13 | +1  |
| Finlandia | 9    | 10 | 2  | 3  | 5  | 9  | 13 | -4  |
| Kosovo    | 1    | 10 | 0  | 1  | 9  | 3  | 24 | -21 |

| Fecha                       | Lugar             | Local     |                      | Resultado                                                    |                      | Visitante |
| --------------------------- | ----------------- | --------- | -------------------- | ------------------------------------------------------------ | -------------------- | --------- |
| 5 de septiembre de 2016     | Zagreb            | Croacia   | Bandera de Croacia   | 1 – 1 Archivado el 5 de enero de 2018 en Wayback Machine.    | Bandera de Turquía   | Turquía   |
| 6 de octubre de 2016        | Shkodër (Albania) | Kosovo    | Bandera de Kosovo    | 0 – 6 Archivado el 5 de enero de 2018 en Wayback Machine.    | Bandera de Croacia   | Croacia   |
| 9 de octubre de 2016        | Tampere           | Finlandia | Bandera de Finlandia | 0 – 1 Archivado el 5 de enero de 2018 en Wayback Machine.    | Bandera de Croacia   | Croacia   |
| 12 de noviembre de 2016     | Zagreb            | Croacia   | Bandera de Croacia   | 2 – 0 Archivado el 5 de enero de 2018 en Wayback Machine.    | Bandera de Islandia  | Islandia  |
| 24 de marzo de 2017         | Zagreb            | Croacia   | Bandera de Croacia   | 1 – 0 Archivado el 28 de octubre de 2017 en Wayback Machine. | Bandera de Ucrania   | Ucrania   |
| 11 de junio de 2017         | Reikiavik         | Islandia  | Bandera de Islandia  | 1 – 0 Archivado el 2 de abril de 2018 en Wayback Machine.    | Bandera de Croacia   | Croacia   |
| 2 y 3 de septiembre de 2017 | Zagreb            | Croacia   | Bandera de Croacia   | 1 – 0 Archivado el 3 de enero de 2018 en Wayback Machine.    | Bandera de Kosovo    | Kosovo    |
| 5 de septiembre de 2017     | Eskişehir         | Turquía   | Bandera de Turquía   | 1 – 0 Archivado el 3 de enero de 2018 en Wayback Machine.    | Bandera de Croacia   | Croacia   |
| 6 de octubre de 2017        | Osijek            | Croacia   | Bandera de Croacia   | 1 – 1 Archivado el 16 de febrero de 2018 en Wayback Machine. | Bandera de Finlandia | Finlandia |
| 9 de octubre de 2017        | Kiev              | Ucrania   | Bandera de Ucrania   | 0 – 2                                                        | Bandera de Croacia   | Croacia   |

### Repesca europea
| 9 de noviembre de 2017 | Croacia                                                      | 4:1 (3:1)                 | Grecia               | Estadio Maksimir, Zagreb                                    |                                                             |
| 20:45 (20:45 UTC+1)    | Modrić 13' (pen.) · Kalinić 19' · Perišić 33' · Kramarić 49' | FIFA Reporte UEFA Reporte | Papastathopoulos 30' | Asistencia: 30 013 espectadores Árbitro(s): Gianluca Rocchi | Asistencia: 30 013 espectadores Árbitro(s): Gianluca Rocchi |

| 12 de noviembre de 2017 | Grecia | 0:0                       | Croacia | Estadio Georgios Karaiskakis, El Pireo                    |                                                           |
| 20:45 (21:45 UTC+2)     |        | FIFA Reporte UEFA Reporte |         | Asistencia: 18 667 espectadores Árbitro(s): Björn Kuipers | Asistencia: 18 667 espectadores Árbitro(s): Björn Kuipers |

### Goleadores
| Jugador          | Goles | Asistencias | Minuto | PJ |
| ---------------- | ----- | ----------- | ------ | -- |
| Mario Mandžukić  | 5     | -           | 881    | 11 |
| Andrej Kramarić  | 3     | -           | 318    | 6  |
| Nikola Kalinić   | 3     | 1           | 429    | 9  |
| Marcelo Brozović | 2     | 2           | 790    | 11 |
| Ivan Perišić     | 2     | 1           | 986    | 11 |
| Matej Mitrović   | 1     | -           | 404    | 6  |
| Ivan Rakitić     | 1     | 3           | 643    | 8  |
| Luka Modrić      | 1     | 4           | 854    | 10 |
| Domagoj Vida     | 1     | -           | 1080   | 12 |

## Preparación

### Amistosos previos
| 23 de marzo de 2018 | Perú                    | 2:0 (1:0) | Croacia | Hard Rock Stadium, Miami, Estados Unidos                  |                                                           |
|                     | Carrillo 12' Flores 45' |           |         | Asistencia: 46,893 espectadores Árbitro(s): Ismail Elfath | Asistencia: 46,893 espectadores Árbitro(s): Ismail Elfath |

| 23 de marzo de 2018 | México | 0:1 (0:0) | Croacia          | AT&T Stadium, Dallas, Estados Unidos                              |                                                                   |
|                     |        |           | Rakitić 62 pen.' | Asistencia: 79,128 espectadores Árbitro(s): Mario Alberto Escobar | Asistencia: 79,128 espectadores Árbitro(s): Mario Alberto Escobar |

| 3 de junio de 2018 | Brasil                   | 2:0 (0:0) | Croacia | Anfield, Liverpool, Inglaterra                             |                                                            |
|                    | Neymar 69' Firmino 90+4' |           |         | Asistencia: 36,584 espectadores Árbitro(s): Michael Oliver | Asistencia: 36,584 espectadores Árbitro(s): Michael Oliver |

| 8 de junio de 2018 | Croacia                  | 2:1 (0:0) | Senegal  | Stadion Gradski vrt, Osijek, Croacia                    |                                                         |
|                    | Perišić 63' Kramarić 78' |           | Sarr 48' | Asistencia: 15,998 espectadores Árbitro(s): Ádám Farkas | Asistencia: 15,998 espectadores Árbitro(s): Ádám Farkas |

## Participación

### Lista de convocados
Técnico:  Zlatko Dalić
| No. | Pos. | Jugador           | Fecha de nacimiento (edad)         | Apa. | Goles | Club                |
| --- | ---- | ----------------- | ---------------------------------- | ---- | ----- | ------------------- |
| 1   | POR  | Dominik Livaković | 9 de enero de 1995 (23 años)       | 1    | 0     | Dinamo Zagreb       |
| 2   | DEF  | Šime Vrsaljko     | 10 de enero de 1992 (26 años)      | 35   | 0     | Atlético de Madrid  |
| 3   | DEF  | Ivan Strinić      | 17 de julio de 1987 (30 años)      | 43   | 0     | Sampdoria           |
| 4   | DEL  | Ivan Perišić      | 2 de febrero de 1989 (29 años)     | 66   | 18    | Inter de Milán      |
| 5   | DEF  | Vedran Ćorluka    | 5 de febrero de 1986 (32 años)     | 99   | 4     | Lokomotiv Moscú     |
| 6   | DEF  | Dejan Lovren      | 5 de julio de 1989 (28 años)       | 39   | 2     | Liverpool           |
| 7   | MED  | Ivan Rakitić      | 10 de marzo de 1988 (30 años)      | 92   | 14    | FC Barcelona        |
| 8   | MED  | Mateo Kovačić     | 6 de mayo de 1994 (24 años)        | 41   | 1     | Real Madrid         |
| 9   | DEL  | Andrej Kramarić   | 19 de junio de 1991 (26 años)      | 31   | 9     | TSG Hoffenheim      |
| 10  | MED  | Luka Modrić       | 9 de septiembre de 1985 (32 años)  | 106  | 12    | Real Madrid         |
| 11  | MED  | Marcelo Brozović  | 16 de noviembre de 1992 (25 años)  | 35   | 6     | Inter de Milán      |
| 12  | POR  | Lovre Kalinić     | 3 de abril de 1990 (28 años)       | 11   | 0     | KAA Gent            |
| 13  | DEF  | Tin Jedvaj        | 28 de noviembre de 1995 (22 años)  | 12   | 0     | Bayer 04 Leverkusen |
| 14  | MED  | Filip Bradarić    | 11 de enero de 1992 (26 años)      | 4    | 0     | HNK Rijeka          |
| 15  | DEF  | Duje Ćaleta-Car   | 17 de septiembre de 1996 (21 años) | 1    | 0     | Red Bull Salzburg   |
| 16  | DEL  | Nikola Kalinić    | 5 de enero de 1988 (30 años)       | 42   | 15    | AC Milan            |
| 17  | DEL  | Mario Mandžukić   | 21 de mayo de 1986 (32 años)       | 83   | 30    | Juventus            |
| 18  | DEL  | Ante Rebić        | 21 de junio de 1993 (24 años)      | 16   | 1     | Eintracht Frankfurt |
| 19  | MED  | Milan Badelj      | 25 de febrero de 1989 (29 años)    | 38   | 1     | Fiorentina          |
| 20  | DEL  | Marko Pjaca       | 6 de mayo de 1995 (23 años)        | 16   | 1     | FC Schalke 04       |
| 21  | DEF  | Domagoj Vida      | 29 de abril de 1989 (29 años)      | 59   | 2     | Beşiktaş            |
| 22  | DEF  | Josip Pivarić     | 30 de enero de 1989 (29 años)      | 19   | 0     | Dinamo de Kiev      |
| 23  | POR  | Danijel Subašić   | 27 de octubre de 1984 (33 años)    | 38   | 0     | AS Monaco           |

### Partidos
| Fecha       | Lugar           | Instancia        | Local     |                      | Resultado               |                       | Visitante  |
| ----------- | --------------- | ---------------- | --------- | -------------------- | ----------------------- | --------------------- | ---------- |
| 16 de junio | Kaliningrado    | Fase de grupos   | Croacia   | Bandera de Croacia   | 2:0 (1:0)               | Bandera de Nigeria    | Nigeria    |
| 21 de junio | Nizhni Nóvgorod | Fase de grupos   | Argentina | Bandera de Argentina | 0:3 (0:0)               | Bandera de Croacia    | Croacia    |
| 26 de junio | Rostov del Don  | Fase de grupos   | Islandia  | Bandera de Islandia  | 1:2 (0:0)               | Bandera de Croacia    | Croacia    |
| 1 de julio  | Nizhni Nóvgorod | Octavos de final | Croacia   | Bandera de Croacia   | 1:1 (1:1, 1:1) (3:2 p.) | Bandera de Dinamarca  | Dinamarca  |
| 7 de julio  | Sochi           | Cuartos de final | Rusia     | Bandera de Rusia     | 2:2 (1:1, 1:1) (3:4 p.) | Bandera de Croacia    | Croacia    |
| 11 de julio | Moscú           | Semifinales      | Croacia   | Bandera de Croacia   | 2:1 (1:1, 0:1) (t.s.)   | Bandera de Inglaterra | Inglaterra |
| 15 de julio | Moscú           | Final            | Francia   | Bandera de Francia   | 4:2 (2:1)               | Bandera de Croacia    | Croacia    |

| Selección | Pts | PJ | PG | PE | PP | GF | GC | Dif |
| --------- | --- | -- | -- | -- | -- | -- | -- | --- |
| Croacia   | 9   | 3  | 3  | 0  | 0  | 7  | 1  | 6   |
| Argentina | 4   | 3  | 1  | 1  | 1  | 3  | 5  | -2  |
| Nigeria   | 3   | 3  | 1  | 0  | 2  | 3  | 4  | -1  |
| Islandia  | 1   | 3  | 0  | 1  | 2  | 2  | 5  | -3  |

#### Croacia vs. Nigeria
| 16 de junio de 2018, 21:00 (UTC+2) | Croacia                              | 2:0 (1:0) | Nigeria | Arena Baltika, Kaliningrado                              |                                                          |
|                                    | Etebo 33' (a.g.) · Modrić 71' (pen.) | Reporte   |         | Asistencia: 31 136 espectadores Árbitro(s): Sandro Ricci | Asistencia: 31 136 espectadores Árbitro(s): Sandro Ricci |

|  |  |

| GK           | 23 | Danijel Subašić  |     |     |
| RB           | 2  | Šime Vrsaljko    |     |     |
| CB           | 21 | Domagoj Vida     |     |     |
| CB           | 6  | Dejan Lovren     |     |     |
| LB           | 3  | Ivan Strinić     |     |     |
| CM           | 7  | Ivan Rakitić     | 30' |     |
| CM           | 10 | Luka Modrić      |     |     |
| RW           | 18 | Ante Rebić       |     | 78' |
| AM           | 9  | Andrej Kramarić  |     | 60' |
| LW           | 4  | Ivan Perišić     |     |     |
| CF           | 17 | Mario Mandžukić  |     | 86' |
| Cambios:     |    |                  |     |     |
| MF           | 11 | Marcelo Brozović | 89' | 60' |
| MF           | 8  | Mateo Kovačić    |     | 78' |
| FW           | 20 | Marko Pjaca      |     | 86' |
| Entrenador:  |    |                  |     |     |
| Zlatko Dalić |    |                  |     |     |

| GK          | 23 | Francis Uzoho        |     |     |
| RB          | 12 | Shehu Abdullahi      |     |     |
| CB          | 6  | Leon Balogun         |     |     |
| CB          | 5  | William Troost-Ekong | 70' |     |
| LB          | 2  | Brian Idowu          |     |     |
| CM          | 4  | Wilfred Ndidi        |     |     |
| CM          | 8  | Oghenekaro Etebo     |     |     |
| RW          | 11 | Victor Moses         |     |     |
| AM          | 10 | John Obi Mikel       |     | 88' |
| LW          | 18 | Alex Iwobi           |     | 62' |
| CF          | 9  | Odion Ighalo         |     | 72' |
| Cambios:    |    |                      |     |     |
| FW          | 7  | Ahmed Musa           |     | 62' |
| FW          | 14 | Kelechi Iheanacho    |     | 72' |
| FW          | 13 | Simeon Nwankwo       |     | 88' |
| Entrenador: |    |                      |     |     |
| Gernot Rohr |    |                      |     |     |

| Jugador del Partido: Luka Modrić Árbitros asistentes: Emerson de Carvalho Marcelo Van Gasse Cuarto árbitro: Antonio Mateu Lahoz Quinto árbitro: Pau Cebrián Devís Árbitro asistente de video: Daniele Orsato Árbitros asistentes del árbitro asistente de video: Wilton Sampaio Carlos Astroza Artur Soares Dias |

#### Argentina vs. Croacia
| 21 de junio de 2018, 21:00 (UTC+3) | Argentina | 0:3 (0:0) | Croacia                                | Estadio de Nizhni Nóvgorod, Nizhni Nóvgorod                 |                                                             |
|                                    |           | Reporte   | Rebić 53' · Modrić 80' · Rakitić 90+1' | Asistencia: 43 319 espectadores Árbitro(s): Ravshan Irmatov | Asistencia: 43 319 espectadores Árbitro(s): Ravshan Irmatov |

|  |  |

| GK             | 23 | Willy Caballero    |     |     |
| CB             | 2  | Gabriel Mercado    | 51' |     |
| CB             | 17 | Nicolás Otamendi   | 85' |     |
| CB             | 3  | Nicolás Tagliafico |     |     |
| RM             | 18 | Eduardo Salvio     |     | 56' |
| CM             | 14 | Javier Mascherano  |     |     |
| CM             | 15 | Enzo Pérez         |     | 68' |
| LM             | 8  | Marcos Acuña       | 87' |     |
| RF             | 10 | Lionel Messi       |     |     |
| CF             | 19 | Sergio Agüero      |     | 54' |
| LF             | 13 | Maximiliano Meza   |     |     |
| Cambios:       |    |                    |     |     |
| FW             | 9  | Gonzalo Higuaín    |     | 54' |
| MF             | 22 | Cristian Pavón     |     | 56' |
| FW             | 21 | Paulo Dybala       |     | 68' |
| Entrenador:    |    |                    |     |     |
| Jorge Sampaoli |    |                    |     |     |

| GK           | 23 | Danijel Subašić  |       |       |
| RB           | 2  | Šime Vrsaljko    | 67'   |       |
| CB           | 6  | Dejan Lovren     |       |       |
| CB           | 21 | Domagoj Vida     |       |       |
| LB           | 3  | Ivan Strinić     |       |       |
| CM           | 7  | Ivan Rakitić     |       |       |
| CM           | 11 | Marcelo Brozović | 90+4' |       |
| RW           | 18 | Ante Rebić       | 39'   | 57'   |
| AM           | 10 | Luka Modrić      |       |       |
| LW           | 4  | Ivan Perišić     |       | 82'   |
| CF           | 17 | Mario Mandžukić  | 58'   | 90+3' |
| Cambios:     |    |                  |       |       |
| FW           | 9  | Andrej Kramarić  |       | 57'   |
| MF           | 8  | Mateo Kovačić    |       | 82'   |
| DF           | 5  | Vedran Ćorluka   |       | 90+3' |
| Entrenador:  |    |                  |       |       |
| Zlatko Dalić |    |                  |       |       |

| Jugador del Partido: Luka Modrić Árbitros asistentes: Abdukhamidullo Rasulov Jakhongir Saidov Cuarto árbitro: Norbert Hauata Quinto árbitro: Bertrand Brial Árbitro asistente de video: Felix Zwayer Árbitros asistentes del árbitro asistente de video: Bastian Dankert Corey Rockwell Danny Makkelie |

#### Islandia vs. Croacia
| 26 de junio de 2018 | Islandia              | 1:2 (0:0) | Croacia                  | Rostov Arena, Rostov del Don                                    |                                                                 |
| 21:00 MSK (UTC+3)   | Sigurðsson 76' (pen.) | Reporte   | Badelj 53' · Perišić 90' | Asistencia: 43 472 espectadores Árbitro(s): Antonio Mateu Lahoz | Asistencia: 43 472 espectadores Árbitro(s): Antonio Mateu Lahoz |

|  |  |

| GK                  | 1  | Hannes Þór Halldórsson     |     |     |
| RB                  | 2  | Birkir Már Sævarsson       | 84' |     |
| CB                  | 5  | Sverrir Ingi Ingason       |     |     |
| CB                  | 6  | Ragnar Sigurðsson          |     | 70' |
| LB                  | 18 | Hörður Björgvin Magnússon  |     |     |
| CM                  | 17 | Aron Gunnarsson            |     |     |
| CM                  | 20 | Emil Hallfreðsson          | 59' |     |
| RW                  | 7  | Jóhann Berg Guðmundsson    |     |     |
| AM                  | 10 | Gylfi Sigurðsson           |     |     |
| LW                  | 8  | Birkir Bjarnason           |     | 90' |
| CF                  | 11 | Alfreð Finnbogason         | 64' | 85' |
| Cambios:            |    |                            |     |     |
| FW                  | 9  | Björn Bergmann Sigurðarson |     | 70' |
| MF                  | 4  | Albert Guðmundsson         |     | 85' |
| MF                  | 21 | Arnór Ingvi Traustason     |     | 90' |
| Entrenador:         |    |                            |     |     |
| Heimir Hallgrímsson |    |                            |     |     |

| GK           | 12 | Lovre Kalinić   |     |     |
| RB           | 13 | Tin Jedvaj      | 83' |     |
| CB           | 5  | Vedran Ćorluka  |     |     |
| CB           | 15 | Duje Ćaleta-Car |     |     |
| LB           | 22 | Josip Pivarić   |     |     |
| CM           | 10 | Luka Modrić     |     | 65' |
| CM           | 19 | Milan Badelj    |     |     |
| RW           | 20 | Marko Pjaca     | 14' | 70' |
| AM           | 8  | Mateo Kovačić   |     | 81' |
| LW           | 4  | Ivan Perišić    |     |     |
| CF           | 9  | Andrej Kramarić |     |     |
| Cambios:     |    |                 |     |     |
| MF           | 14 | Filip Bradarić  |     | 65' |
| DF           | 6  | Dejan Lovren    |     | 70' |
| MF           | 7  | Ivan Rakitić    |     | 81' |
| Entrenador:  |    |                 |     |     |
| Zlatko Dalić |    |                 |     |     |

| Jugador del Partido: Milan Badelj Árbitros asistentes:' Pau Cebrián Devís Roberto Díaz Pérez Cuarto árbitro: John Pittí Quinto árbitro: Gabriel Victoria Árbitro asistente de video: Paolo Valeri Árbitros asistentes del árbitro asistente de video: Gery Vargas Elenito Di Liberatore Felix Zwayer |

### Octavos de final

#### Croacia vs. Dinamarca
| 1 de julio de 2018 | Croacia                                        | 1:1 (1:1, 1:1) (t. s.)(3:2 p.) | Dinamarca                                         | Estadio de Nizhni Nóvgorod, Nizhni Nóvgorod               |                                                           |
| 21:00 MSK (UTC+3)  | Mandžukić 4'                                   | Reporte                        | Jørgensen 1'                                      | Asistencia: 40 851 espectadores Árbitro(s): Néstor Pitana | Asistencia: 40 851 espectadores Árbitro(s): Néstor Pitana |
|                    |                                                | Tiros desde el punto penal     |                                                   |                                                           |                                                           |
|                    | Badelj · Kramarić · Modrić · Pivarić · Rakitić |                                | Eriksen · Kjær · Krohn-Dehli · Schøne · Jørgensen |                                                           |                                                           |

|  |  |

| POR          | 23 | Danijel Subašić  |  |      |
| DEF          | 2  | Šime Vrsaljko    |  |      |
| DEF          | 6  | Dejan Lovren     |  |      |
| DEF          | 21 | Domagoj Vida     |  |      |
| DEF          | 3  | Ivan Strinić     |  | 81'  |
| MED          | 7  | Ivan Rakitić     |  |      |
| MED          | 11 | Marcelo Brozović |  | 71'  |
| DEL          | 18 | Ante Rebić       |  |      |
| MED          | 10 | Luka Modrić      |  |      |
| DEL          | 4  | Ivan Perišić     |  | 97'  |
| DEL          | 17 | Mario Mandžukić  |  | 108' |
| Cambios:     |    |                  |  |      |
| MED          | 8  | Mateo Kovačić    |  | 71'  |
| DEF          | 22 | Josip Pivarić    |  | 81'  |
| DEL          | 9  | Andrej Kramarić  |  | 97'  |
| MED          | 19 | Milan Badelj     |  | 108' |
| Entrenador:  |    |                  |  |      |
| Zlatko Dalić |    |                  |  |      |

| POR         | 1  | Kasper Schmeichel   |      |      |
| DEF         | 5  | Jonas Knudsen       |      |      |
| DEF         | 4  | Simon Kjær          |      |      |
| DEF         | 13 | Mathias Jørgensen   | 115' |      |
| DEF         | 14 | Henrik Dalsgaard    |      |      |
| MED         | 6  | Andreas Christensen |      | 46'  |
| MED         | 8  | Thomas Delaney      |      | 98'  |
| MED         | 10 | Christian Eriksen   |      |      |
| DEL         | 20 | Yussuf Poulsen      |      |      |
| DEL         | 21 | Andreas Cornelius   |      | 66'  |
| DEL         | 11 | Martin Braithwaite  |      | 106' |
| Cambios:    |    |                     |      |      |
| MED         | 19 | Lasse Schöne        |      | 46'  |
| DEL         | 9  | Nicolai Jørgensen   |      | 66'  |
| MED         | 2  | Michael Krohn-Dehli |      | 98'  |
| DEL         | 23 | Pione Sisto         |      | 106' |
| Entrenador: |    |                     |      |      |
| Åge Hareide |    |                     |      |      |

| Jugador del Partido: Kasper Schmeichel Árbitros asistentes: Hernán Maidana Juan Pablo Belatti Cuarto árbitro: Enrique Cáceres Villafañe Árbitro asistente de video: Mauro Vigliano Árbitros asistentes del árbitro asistente de video: Roberto Díaz Gery Vargas Daniele Orsato |

### Cuartos de final

#### Rusia vs. Croacia
| 7 de julio de 2018 | Rusia                                                          | 2:2 (1:1, 1:1) (t. s.)(3:4 p.) | Croacia                                      | Estadio Fisht, Sochi                                     |                                                          |
| 21:00 MSK (UTC+3)  | Cheryshev 31' · Mário Fernandes 115'                           | Reporte                        | Kramarić 40' · Vida 101'                     | Asistencia: 44 287 espectadores Árbitro(s): Sandro Ricci | Asistencia: 44 287 espectadores Árbitro(s): Sandro Ricci |
|                    |                                                                | Tiros desde el punto penal     |                                              |                                                          |                                                          |
|                    | Smolov · Dzagoyev · Mário Fernandes · Ignashevich · Kuziayev · |                                | Brozović · Kovačić · Modrić · Vida · Rakitić |                                                          |                                                          |

| Rusia | Croacia |

| POR                  | 1  | Ígor Akinféyev      |      |      |
| DEF                  | 2  | Mário Fernandes     |      |      |
| DEF                  | 3  | Iliá Kutépov        |      |      |
| DEF                  | 4  | Serguéi Ignashévich |      |      |
| DEF                  | 13 | Fiódor Kudriashov   |      |      |
| MED                  | 7  | Daler Kuziáyev      |      |      |
| MED                  | 11 | Román Zobnin        |      |      |
| MED                  | 19 | Aleksandr Samédov   |      | 54'  |
| MED                  | 17 | Aleksandr Golovín   |      | 102' |
| MED                  | 6  | Denís Chéryshev     |      | 67'  |
| DEL                  | 22 | Artiom Dziuba       |      | 79'  |
| Cambios:             |    |                     |      |      |
| MED                  | 21 | Aleksandr Yerojin   |      | 54'  |
| MED                  | 10 | Fiódor Smólov       |      | 67'  |
| MED                  | 8  | Yuri Gazinski       | 109' | 79'  |
| MED                  | 9  | Alán Dzagóyev       |      | 102' |
| Entrenador:          |    |                     |      |      |
| Stanislav Cherchésov |    |                     |      |      |

| POR          | 23 | Danijel Subašić  |      |     |
| DEF          | 2  | Šime Vrsaljko    |      | 97' |
| DEF          | 6  | Dejan Lovren     | 35'  |     |
| DEF          | 21 | Domagoj Vida     | 101' |     |
| DEF          | 3  | Ivan Strinić     | 38'  | 74' |
| MED          | 7  | Ivan Rakitić     |      |     |
| MED          | 10 | Luka Modrić      |      |     |
| MED          | 18 | Ante Rebić       |      |     |
| DEL          | 9  | Andrej Kramarić  |      | 88' |
| MED          | 4  | Ivan Perišić     |      | 63' |
| DEL          | 17 | Mario Mandžukić  |      |     |
| Cambios:     |    |                  |      |     |
| MED          | 11 | Marcelo Brozović |      | 63' |
| DEF          | 22 | Josip Pivarić    | 114' | 74' |
| MED          | 8  | Mateo Kovačić    |      | 88' |
| DEF          | 5  | Vedran Ćorluka   |      | 97' |
| Entrenador:  |    |                  |      |     |
| Zlatko Dalić |    |                  |      |     |

| Jugador del partido: Luka Modrić Árbitros asistentes: Emerson de Carvalho Marcelo Van Gasse Cuarto árbitro: Janny Sikazwe Quinto árbitro: Jerson Dos Santos Árbitro asistente de video: Massimiliano Irrati Árbitros asistentes del árbitro asistente de video: Roberto Díaz Wilton Sampaio Paolo Valeri |

### Semifinales

#### Croacia vs. Inglaterra
| 11 de julio de 2018 Partido 62 | Croacia                      | 2:1 (0:1, 1:1, 1:1) (t. s.) | Inglaterra  | Estadio Olímpico Luzhnikí, Moscú                         |                                                          |
| 21:00 MSK (UTC+3)              | Perišić 68' · Mandžukić 109' | Reporte                     | Trippier 5' | Asistencia: 78 011 espectadores Árbitro(s): Cüneyt Çakır | Asistencia: 78 011 espectadores Árbitro(s): Cüneyt Çakır |

| Croacia | Inglaterra |

| POR          | 23 | Danijel Subašić  |     |      |
| DEF          | 2  | Šime Vrsaljko    |     |      |
| DEF          | 6  | Dejan Lovren     |     |      |
| DEF          | 21 | Domagoj Vida     |     |      |
| DEF          | 3  | Ivan Strinić     |     | 94'  |
| MED          | 7  | Ivan Rakitić     |     |      |
| MED          | 10 | Luka Modrić      |     | 118' |
| MED          | 18 | Ante Rebić       | 96' | 101' |
| MED          | 11 | Marcelo Brozović |     |      |
| MED          | 4  | Ivan Perišić     |     |      |
| DEL          | 17 | Mario Mandžukić  | 48' | 114' |
| Cambios:     |    |                  |     |      |
| DEF          | 22 | Josip Pivarić    |     | 94'  |
| DEL          | 9  | Andrej Kramarić  |     | 101' |
| DEF          | 5  | Vedran Ćorluka   |     | 114' |
| MED          | 19 | Milan Badelj     |     | 118' |
| Entrenador:  |    |                  |     |      |
| Zlatko Dalić |    |                  |     |      |

| POR              | 1  | Jordan Pickford  |     |      |
| DEF              | 2  | Kyle Walker      | 54' | 112' |
| DEF              | 5  | John Stones      |     |      |
| DEF              | 6  | Harry Maguire    |     |      |
| MED              | 8  | Jordan Henderson |     | 97'  |
| MED              | 20 | Dele Alli        |     |      |
| MED              | 7  | Jesse Lingard    |     |      |
| MED              | 12 | Kieran Trippier  |     |      |
| MED              | 18 | Ashley Young     |     | 91'  |
| DEL              | 10 | Raheem Sterling  |     | 74'  |
| DEL              | 9  | Harry Kane       |     |      |
| Cambios:         |    |                  |     |      |
| DEL              | 19 | Marcus Rashford  |     | 74'  |
| DEF              | 3  | Danny Rose       |     | 91'  |
| MED              | 4  | Eric Dier        |     | 97'  |
| DEL              | 11 | Jamie Vardy      |     | 114' |
| Entrenador:      |    |                  |     |      |
| Gareth Southgate |    |                  |     |      |

| Jugador del partido: Ivan Perišić Árbitros asistentes: Bahattin Duran Tarik Ongun Cuarto árbitro: Björn Kuipers Quinto árbitro: Sander van Roekel Árbitro asistente de video: Danny Makkelie Árbitros asistentes del árbitro asistente de video: Carlos Astroza Bastian Dankert Felix Zwayer |

### Final

#### Francia vs. Croacia
| 15 de julio de 2018 | Francia                                                              | 4:2 (2:1) | Croacia                     | Estadio Olímpico Luzhnikí, Moscú                          |                                                           |
| 18:00 MSK (UTC+3)   | Mandžukić 18' (a.g.) · Griezmann 38' (pen.) · Pogba 59' · Mbappé 65' | Reporte   | Perišić 28' · Mandžukić 69' | Asistencia: 78 011 espectadores Árbitro(s): Néstor Pitana | Asistencia: 78 011 espectadores Árbitro(s): Néstor Pitana |

| Francia | Croacia |

| POR              | 1  | Hugo Lloris       |     |     |
| DEF              | 2  | Benjamin Pavard   |     |     |
| DEF              | 4  | Raphaël Varane    |     |     |
| DEF              | 5  | Samuel Umtiti     |     |     |
| DEF              | 21 | Lucas Hernández   | 41' |     |
| MED              | 13 | N'Golo Kanté      | 27' | 54' |
| MED              | 6  | Paul Pogba        |     |     |
| MED              | 10 | Kylian Mbappé     |     |     |
| MED              | 7  | Antoine Griezmann |     |     |
| MED              | 14 | Blaise Matuidi    |     | 73' |
| DEL              | 9  | Olivier Giroud    |     | 81' |
| Cambios:         |    |                   |     |     |
| MED              | 15 | Steven N'Zonzi    |     | 54' |
| MED              | 12 | Corentin Tolisso  |     | 73' |
| MED              | 18 | Nabil Fekir       |     | 81' |
| Entrenador:      |    |                   |     |     |
| Didier Deschamps |    |                   |     |     |

| POR          | 23 | Danijel Subašić  |        |     |
| DEF          | 2  | Šime Vrsaljko    | 90'+2' |     |
| DEF          | 6  | Dejan Lovren     |        |     |
| DEF          | 21 | Domagoj Vida     |        |     |
| DEF          | 3  | Ivan Strinić     |        | 81' |
| MED          | 7  | Ivan Rakitić     |        |     |
| MED          | 10 | Luka Modrić      |        |     |
| MED          | 18 | Ante Rebić       |        | 71' |
| MED          | 11 | Marcelo Brozović |        |     |
| MED          | 4  | Ivan Perišić     |        |     |
| DEL          | 17 | Mario Mandžukić  |        |     |
| Cambios:     |    |                  |        |     |
| DEL          | 9  | Andrej Kramarić  |        | 71' |
| DEL          | 20 | Marko Pjaca      |        | 81' |
|              |    |                  |        |     |
|              |    |                  |        |     |
| Entrenador:  |    |                  |        |     |
| Zlatko Dalić |    |                  |        |     |

| Jugador del partido: Antoine Griezmann Árbitros asistentes: Hernán Maidana Juan Pablo Belatti Cuarto árbitro: Björn Kuipers Quinto árbitro: Erwin Zeinstra Comisario del partido: Souleiman Hassan Waberi Árbitro asistente de video: Massimiliano Irrati Árbitros asistentes del árbitro asistente de video: Mauro Vigliano Carlos Astroza Danny Makkelie | Reglas del partido - 90 minutos. - 30 minutos de tiempo suplementario si fuera necesario. - Tiros desde el punto penal si el resultado siguiera empatado. - Un máximo de 12 jugadores sustitutos. - Máximo de tres cambios, con un cuarto permitido en la prórroga. |

## Participación de jugadores
| #  | Pos        | Jugador           | PJ | Minutos Jugados | Goles recibidos | Atajos | Tarjetas Amarillas | Doble Tarjeta Amarilla y Roja | Tarjetas Rojas |
| -- | ---------- | ----------------- | -- | --------------- | --------------- | ------ | ------------------ | ----------------------------- | -------------- |
| 1  | Guardameta | Dominik Livaković | -  | -               | -               | -      | -                  | -                             | -              |
| 12 | Guardameta | Lovre Kalinić     | 1  | 90              | -1              | -      | -                  | -                             | -              |
| 23 | Guardameta | Danijel Subašić   | 6  | 630             | -8              | -      | -                  | -                             | -              |

| #  | Pos            | Jugador          | PJ | Minutos Jugados | Goles | Asistencias | Tarjetas Amarillas | Doble Tarjeta Amarilla y Roja | Tarjetas Rojas |
| -- | -------------- | ---------------- | -- | --------------- | ----- | ----------- | ------------------ | ----------------------------- | -------------- |
| 2  | Defensa        | Šime Vrsaljko    | 6  | 607             | 0     | 1           | 2                  | 0                             | 0              |
| 3  | Defensa        | Ivan Strinić     | 6  | 511             | 0     | 0           | 1                  | 0                             | 0              |
| 4  | Delantero      | Ivan Perišić     | 7  | 632             | 3     | 1           | 0                  | 0                             | 0              |
| 5  | Defensa        | Vedran Ćorluka   | 4  | 119             | 0     | 0           | 1                  | 0                             | 0              |
| 6  | Defensa        | Dejan Lovren     | 7  | 650             | 0     | 0           | 1                  | 0                             | 0              |
| 7  | Centrocampista | Ivan Rakitić     | 7  | 638             | 1     | 0           | 1                  | 0                             | 0              |
| 8  | Centrocampista | Mateo Kovačić    | 5  | 183             | 0     | 1           | 0                  | 0                             | 0              |
| 9  | Delantero      | Andrej Kramarić  | 7  | 332             | 1     | 0           | 0                  | 0                             | 0              |
| 10 | Centrocampista | Luka Modrić      | 7  | 694             | 2     | 1           | 0                  | 0                             | 0              |
| 11 | Centrocampista | Marcelo Brozović | 6  | 458             | 0     | 1           | 2                  | 0                             | 0              |
| 13 | Defensa        | Tin Jedvaj       | 1  | 90              | 0     | 0           | 1                  | 0                             | 0              |
| 14 | Centrocampista | Filip Bradarić   | 1  | 25              | 0     | 0           | 0                  | 0                             | 0              |
| 15 | Defensa        | Duje Ćaleta-Car  | 1  | 90              | 0     | 0           | 0                  | 0                             | 0              |
| 16 | Delantero      | Nikola Kalinić   | -  | -               | -     | -           | -                  | -                             | -              |
| 17 | Delantero      | Mario Mandžukić  | 6  | 609             | 3     | 1           | 2                  | 0                             | 0              |
| 18 | Delantero      | Ante Rebić       | 6  | 547             | 1     | 0           | 2                  | 0                             | 0              |
| 19 | Centrocampista | Milan Badelj     | 3  | 103             | 1     | 1           | 0                  | 0                             | 0              |
| 20 | Delantero      | Marko Pjaca      | 3  | 83              | 0     | 0           | 1                  | 0                             | 0              |
| 21 | Defensa        | Domagoj Vida     | 6  | 630             | 1     | 1           | 1                  | 0                             | 0              |
| 22 | Defensa        | Josip Pivarić    | 4  | 195             | 0     | 1           | 1                  | 0                             | 0              |
| 25 | Centrocampista | Ehanic Klovisic  | 0  | 0               | 0     | 0           | 0                  | 0                             | 0              |